# Haim Hanani
Haim Hanani (ur. 11 września 1912 w Słupcy jako Chaim Chojnacki, zm. w kwietniu 1991) – polsko-izraelski matematyk zajmujący się kombinatoryką i teorią grafów.

## Życiorys
Hanani (Chojnacki) wychowywał się w Warszawie. W latach 1929–1931 studiował matematykę na Uniwersytecie Wiedeńskim a w latach 1931–1934 na Uniwersytecie Warszawskim, gdzie uzyskał tytuł magistra na podstawie pracy „O krzywych istotnie niespłaszczalnych w przestrzeni trójwymiarowej”. Praca ta została opublikowana w Fundamenta Mathematicae. W 1935 wyemigrował do Palestyny. Doktoryzował się w 1938 na Uniwersytecie Hebrajskim w Jerozolimie na podstawie
rozprawy o zagadnieniu czterech barw, gdzie jako pierwsza osoba, uzyskał doktorat z matematyki.
Członek podziemnej Narodowej Organizacji Wojskowej, walczącej o ustanowienie państwa Izrael. W 1944 uwięziony przez Brytyjczyków a następnie zesłany do Erytrei i Kenii, skąd powrócił po powstaniu Izraela w 1949. Od 1955 profesor na Uniwersytecie w Technion (Haifa). W latach 1969–1973 był pierwszym rektorem Uniwersytetu Ben Guriona w Beersheba, za co otrzymał tam
później doktorat honorowy.